# Puerto de Nueva York

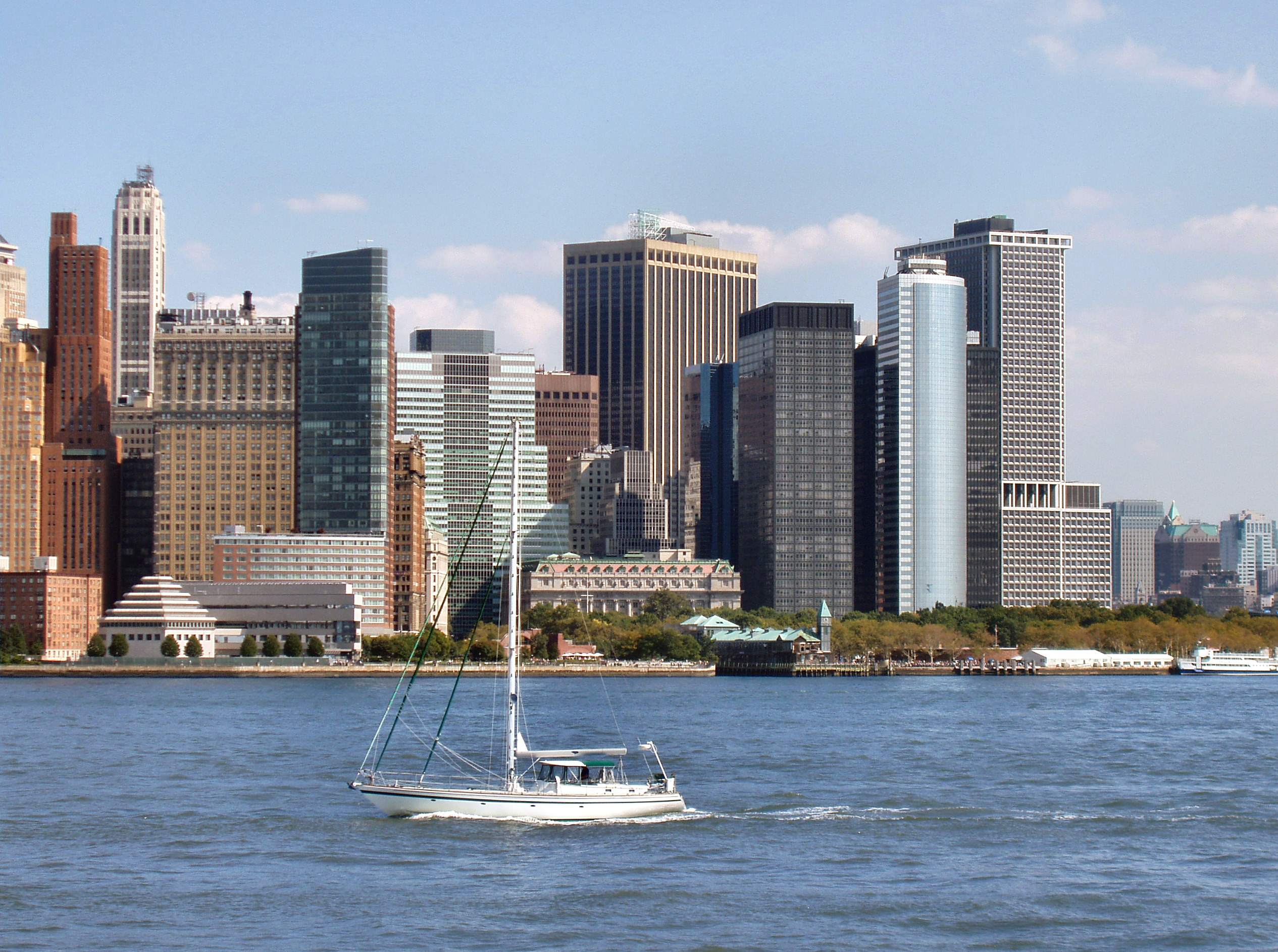
Manhattan desde el río Hudson

El puerto de Nueva York, en términos geográficos, se refiere a los ríos, bahías, estuarios y zona de marea localizados cerca de la desembocadura del río Hudson en las proximidades de la ciudad de Nueva York. Esto a veces es mencionado como el «puerto de Nueva York y Nueva Jersey». Más estrictamente, a veces el término se refiere solamente a la bahía Upper New York.

## Geografía
En sentido amplio, el término incluye los siguientes cuerpos de agua:
- la bahía Upper New York;
- la bahía baja de Nueva York;
- el río North (es decir, la parte baja del río Hudson);
- el río Este;
- el Kill Van Kull;
- la bahía de Newark;
- Arthur Kill;
- La Angostura;
- bahía de Jamaica;
- bahía de Raritan;
- el río Harlem.

El conjunto comprende alrededor de 3100 km², con más de 1600 km de costa. Existen varios puertos activos en Manhattan, Brooklyn, Queens, el Bronx, Staten Island, Perth Amboy, Elizabeth, Bayonne, Newark, Jersey City, Hoboken y Weehawken.

## Historia

### Antes del canal Erie

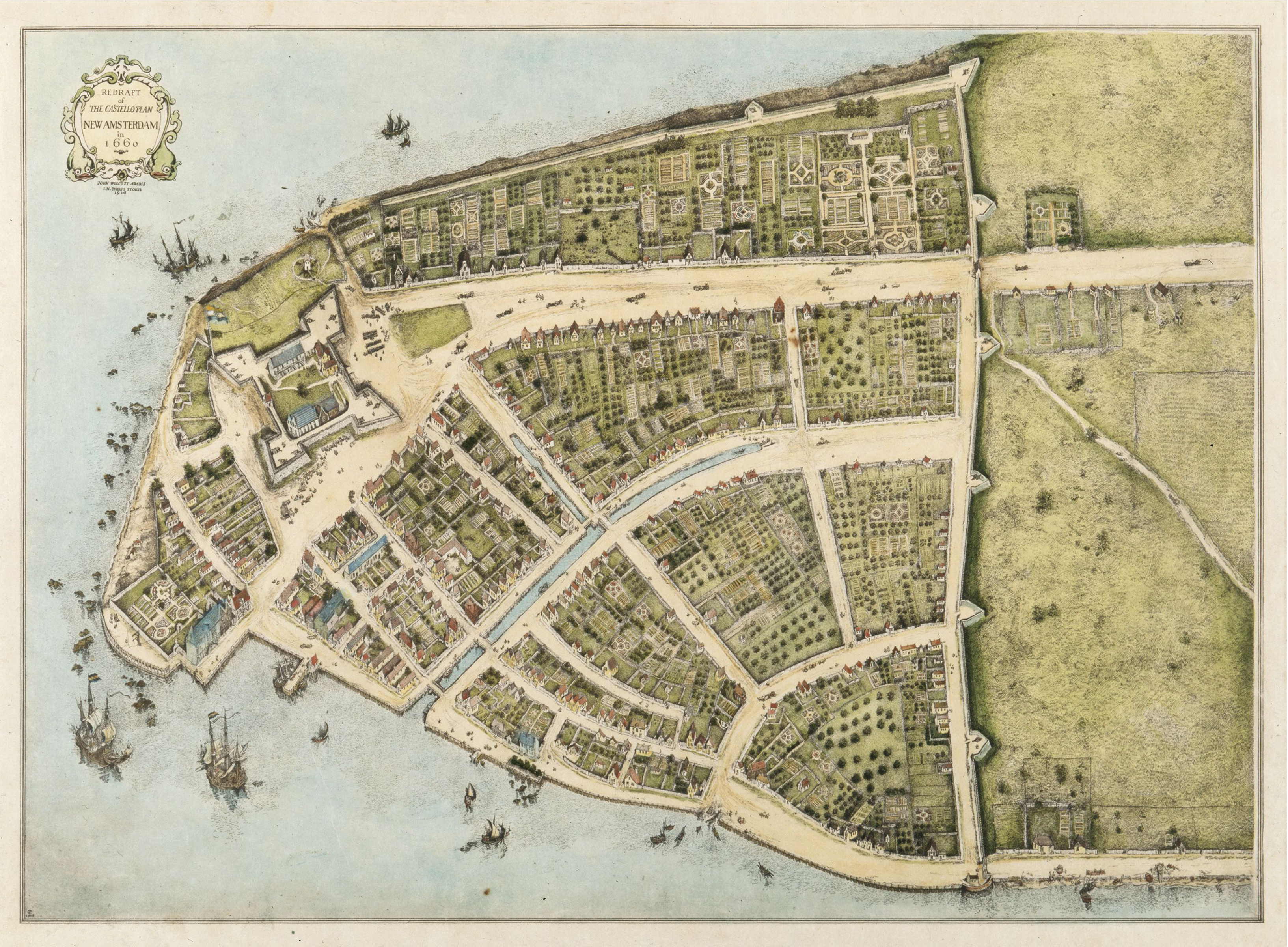
Nueva Ámsterdam el área que actualmente es Bajo Manhattan con el río Este (East River) a lo largo de los muelles, en la parte inferior izquierda; el muro de protección contra los británicos e indígenas, El oeste está en la parte superior.

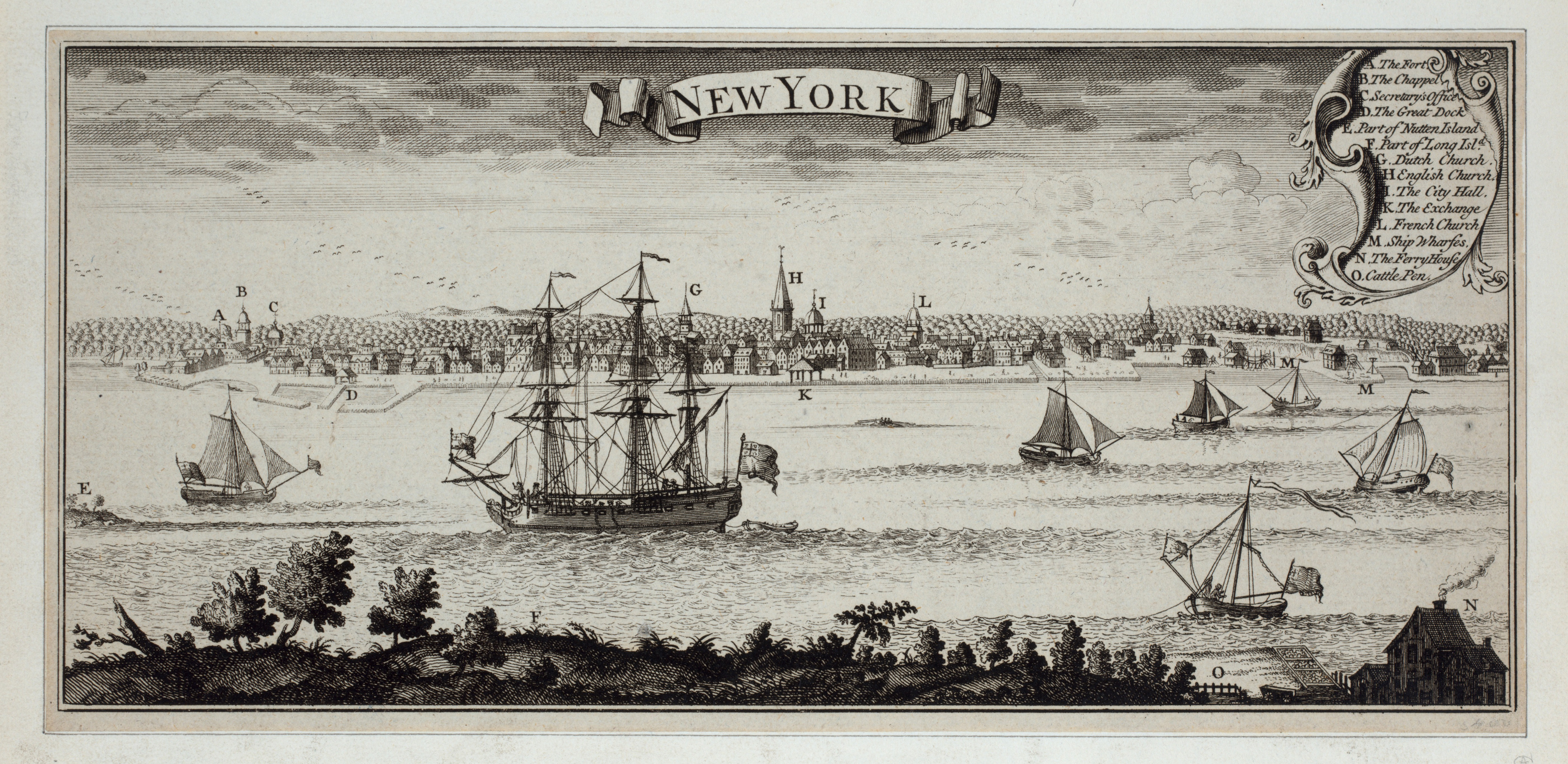
Puerto de Nueva York, 1727

La población aborigen del siglo XVII en el puerto de Nueva York, estaban ligados a los cursos de agua utilizados para la pesca y los viajes. Ellos dieron la bienvenida al primer explorador holandés en el puerto, Henry Hudson, en 1609. En 1624 se levantó el primer asentamiento europeo permanente que se inició en Governors Island y Manhattan, y ocho años más tarde, en Brooklyn; pronto estas fueron conectadas por un ferry. El director general de Nueva Holanda, Peter Stuyvesant, ordenó la construcción del primer muelle en Manhattan, cerca del río Este que se completó a finales de 1648 y llamó Schreyers Hook Dock (cerca de lo que hoy es Pearl Street y Broad Street. Este preparó a Nueva York como uno de los principales puertos de las colonias británicas y luego de la recién independizada Estados Unidos.
En 1686 los funcionarios coloniales británicos cedieron el control sobre el sector de la costa.

### El canal Erie y sus alrededores
A partir de 1824, el río Este comenzó a poblarse de barcos debido a su adecuada ubicación y profundidad, el puerto creció rápidamente con la introducción de barcos a vapor, y luego en 1825 con la conclusión del canal Erie, Nueva York se convirtió en uno de los más importantes puertos de América, así como principal destino. Alrededor de 1840, más pasajeros y un mayor porcentaje de carga llegaron a través del puerto de Nueva York que todos los otros grandes puertos en el país y a partir de 1900 fue uno de los grandes puertos internacionales. Fue el principal puerto de entrada de inmigrantes a EE. UU; tuvo 12 millones de llegadas entre 1892 y 1954.
En 1870 la ciudad estableció la Autoridad del puerto para sistematizar el desarrollo marítimo, con George B. McClellan como el primer ingeniero en jefe.

### Segunda Guerra Mundial y después

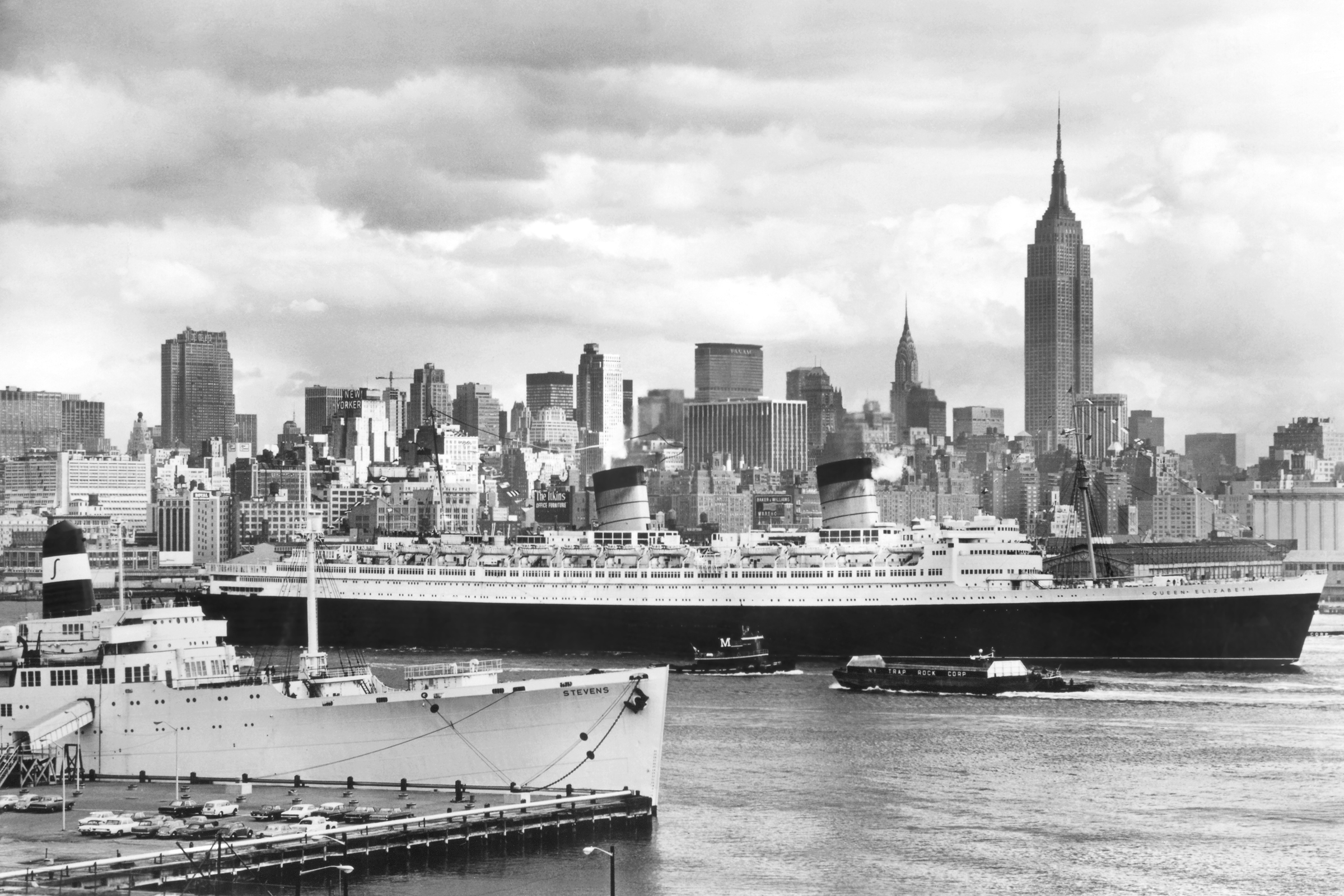
El transatlántico atraviesa la bahía del río Hudson, con la ciudad de Nueva York al fondo, en 1968.

Después de que Estados Unidos entrara en la Segunda Guerra Mundial, el puerto de Nueva York se convirtió en el principal puerto de embarque naval de los EE. UU.
El puerto alcanzó su máxima actividad en marzo de 1943, durante la Segunda Guerra Mundial, con 543 barcos anclados, a la espera. 1100 almacenes con cerca de 1,5 millas cuadradas (3,9 km ²) de espacio cerrado sirve de carga con remolcadores con 575 activos y 39 astilleros. 
Con un sorprendente inventario de equipo pesado, esto ha hecho del puerto de Nueva York el más ajetreado del mundo.

## Tránsito marítimo
Desde el punto de vista náutico, es uno de los puertos en la bahía, que consiste en un complejo de unas 240 millas (386 km) de los canales, así como los anclajes y las instalaciones portuarias, centrado en la parte superior de la bahía de Nueva York. Buques de mayor tamaño requieren de la asistencia de remolcadores.
El puerto supone la entrada principal desde el océano Atlántico hasta el sureste, entre Rockaway y Sandy Hook, que tiene otra entrada a través del Long Island Sound, en el noreste de la desembocadura del East River. El puerto se extiende al suroeste de la desembocadura del río Raritan, al noroeste del puerto de Newark y al norte hasta el puente George Washington.

### Puerto

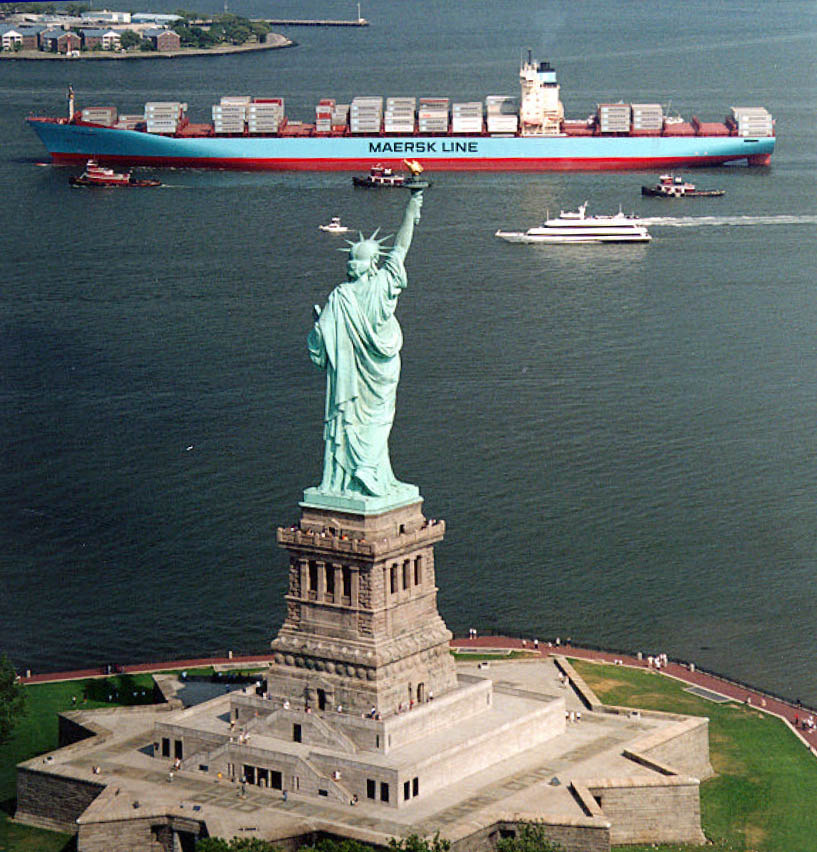
Embarcadero pasando delante de la Estatua de la Libertad.

Con las instalaciones portuarias de Nueva York y Nueva Jersey, es el mayor punto de importación de petróleo y el segundo mayor puerto de contenedores del puerto de la nación. 
Aunque la frase siempre ha implicado la actividad comercial del puerto de la ciudad de Nueva York.
Desde la década de 1950, el puerto comercial ha sido casi completamente eclipsado por la instalación de contenedores de buques en el cercano puerto de Newark-Elizabeth Marine Terminal, en la bahía de Newark, que es el puerto más grande de este tipo en la costa este de EE. UU. El puerto ha disminuido en importancia en cuanto a los viajes de pasajeros, pero la Autoridad Portuaria opera los tres principales aeropuertos de Nueva York (La Guardia, JFK y 1939 / Idlewild, 1948) y Newark (1928). La ciudad de Nueva York sigue siendo destino de varias líneas de cruceros, transbordadores y barcos de excursión turística. Un nuevo servicio de pasajeros se ha inaugurado recientemente en Red Hook, Brooklyn.

## Seguridad y vigilancia
La Guardia Costera se ocupa de la vigilancia de los cursos de agua, incluida la lucha contra el terrorismo.
La disuasión y la investigación de las actividades delictivas, especialmente relacionadas con el crimen organizado, también es responsabilidad del estado. 
La Comisión se creó en 1953, en el trabajo de lucha contra la extorsión.
En marzo de 2006, el puerto de instalaciones de pasajeros iba a ser transferido a Dubai Ports World. Existe considerable controversia sobre la seguridad de la propiedad en el extranjero, en particular árabe, de un puerto de EE. UU., a pesar del hecho de que la actual era el operador de la base británica P&O Ports, y el hecho de que Orient Overseas Investment Limited, dominada por una empresa china comunista oficial, tiene el contrato de explotación de Howland Hook Marine Terminal.

## Vida marina

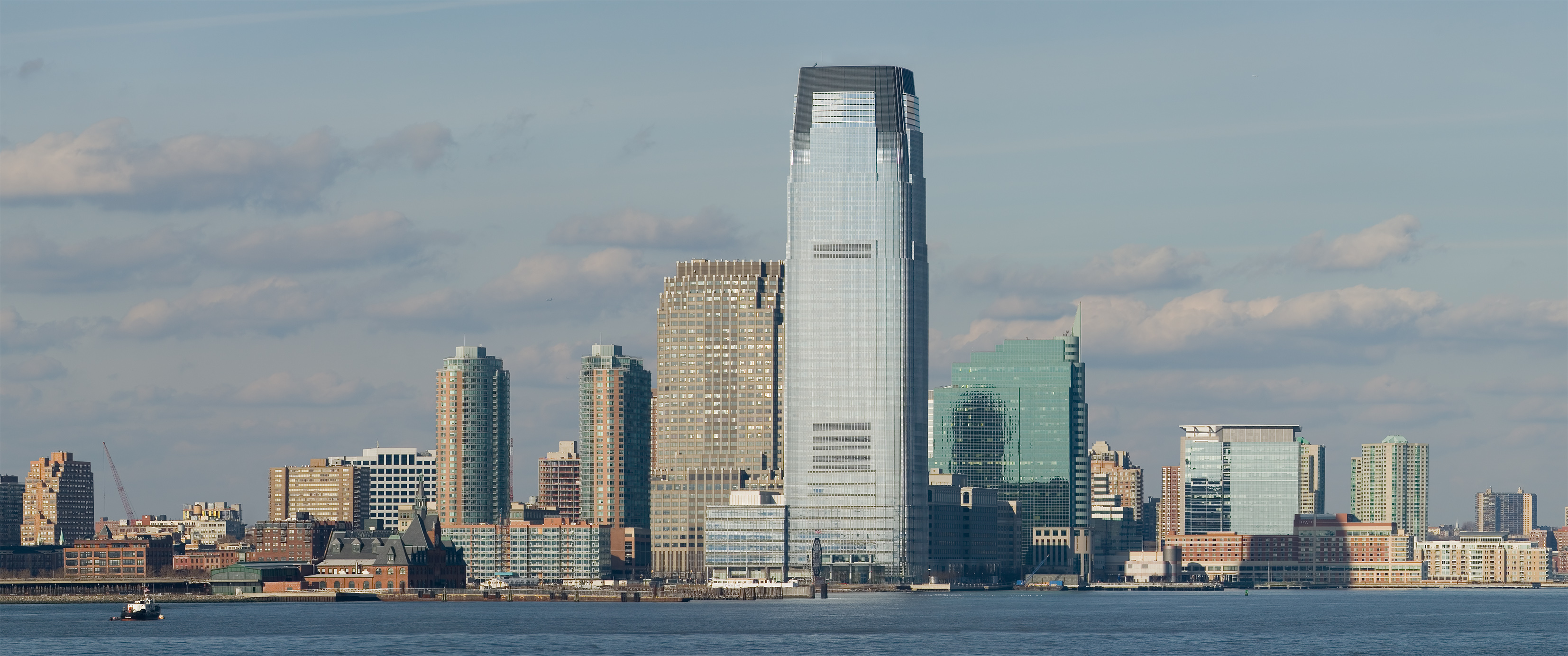
Jersey City desde el puerto.

Una persistente idea errónea sostiene que el puerto está en gran parte desprovisto de vida marina. En realidad, es el hábitat de una gran variedad de especies acuáticas en sus estuarios.
El Servicio de Parques Nacionales mantiene ahora la Estatua de la Libertad, Ellis Island, Governors Island, Castle Clinton, el Área de Recreación Nacional Gateway, y la tumba de Grant.